# Marie Karolína Gibert de Lametz
Marie Karolína Gibert de Lametz (18. července 1793, Coulommiers – 25. listopadu 1879, Monako) byla francouzská divadelní herečka a sňatkem kněžna a de facto regentka Monaka.

## Život
Narodila se jako dcera právníka Charlese-Thomase Giberta a Marie-Françoise Le Gras de Vaubercey. Manželství rodičů skončilo rozvodem a ona se stala adoptivní nevlastní dcerou Antoina Rouyer de Lametz (1762–1836), Chevaliera d'Empire (rytíře císařství a rytíře řádu čestné legie.
Marie Karolína byla divadelní herečkou, stejně jako její budoucí manžel. Marie Karolína Gibert de Lametz a Florestan Monacký, v té době oba herci, byli oddáni 27. listopadu 1816 v Commercy. Měli spolu dvě děti, syna a dceru:
- Karel III. Monacký (1818–1889)
- Florestine Monacká (1833–1897)

Marie Karolína byla popisována jako dovedná podnikatelka; starala se o ekonomiku rodiny a úspěšně spravovala majetek, který její manžel zdědil v roce 1826 po matce (která vyloučila svého nejstaršího syna ze své závěti kvůli jeho nemanželskému dítěti).

### Monacká kněžna
Florestan nastoupil na monacký trůn v roce 1841, ale na roli knížete nebyl nikdy připravován – byl hercem v pařížském divadle Théâtre de l'Ambigu-Comique – a skutečná moc během jeho vlády ležela v rukách jeho manželky, která byla údajně velmi inteligentní a „vynikala v sociálních dovednostech“.
Podle historika Gustava Saigeho byla inteligence kněžny důležitá k tomu, aby pochopila státní záležitosti, které nedůvěřivý Honoré V., kterému nikdo neradil, řešil absolutně sám. Zavedením daňové reformy se jí podařilo zmírnit obtížnou ekonomickou situaci pramenící z toho, že Vídeňský kongres přidělil Monako jako protektorát Sardinskému království a nikoli Francii. Její zapojení do státní politiky však Florestanovi poskytlo špatnou publicitu. Když jí jejich syn jednou vyčetl její faktické regentské postavení, odpověděla, že vládne jednoduše proto, že chce převzít odpovědnost za blaho rodiny.
Pár se pokusil vyhovět místním požadavkům na větší demokracii a nabídl místnímu obyvatelstvu dvě ústavy, ale ty byly odmítnuty, zejména lidmi z Mentonu, kterým dal král Karel Albert Sardinský lepší nabídku. Knížecí pár následně předal moc svému synovi Karlovi. Povzbuzena revolucí v roce 1848 však města Menton a Roquebrune povstala a vyhlásila nezávislost. Krize se zhoršila, když sardinský král obsadil Menton, Florestan byl sesazen, zatčen a uvězněn. Florestan se vrátil na trůn v roce 1849, ale města Menton a Roquebrune byla navždy ztracena. Města doufala, že budou připojena k Sardinii, ale to se nestalo a zůstala ve stavu politického limbu, dokud nebyla nakonec v roce 1861 postoupena Francii.

### Pozdější život
Po smrti jejího manžela v roce 1856 se její syn ujal trůnu jako Karel III., na což ho matka dobře připravila. Společně pracovali na položení základů pro to, aby se Monako stalo hlavním letoviskem. Marie Karolína zemřela v Monaku 25. listopadu 1879 ve věku 86 let.

## Znaky a emblémy
| Znak Marie Karolíny jako monacké kněžny | Královský monogram Marie Karolíny jako monacké kněžny |